# La Regrippière
La Regrippière é uma comuna francesa na região administrativa do País do Loire, no departamento de Loire-Atlantique. Estende-se por uma área de 18.17 km². Em 2010 a comuna tinha 1 554 habitantes (densidade: 85,5 hab./km²).